# Arupski florin
Arupski florin (niz. arubaanse florin), ISO 4217: AWG, je službeno sredstvo plaćanja u Arubi (konstitutīvnoj zemlji Kraljevine Nizozemske). Dijeli se na 100 centi, a u domaćem platnom prometu označava se kraticom Afl.[AWG]
Arupski je florin bio u uporabi od 1986. godine kada je zamijenio gulden Nizozemskih Antila. Nizozemskoantilski gulden (na papiamentu ga zovu florin) je valuta bivšeg nizozemskoga autonomnoga prekomorskog posjeda Nizozemskih Antila, a sadašnja valuta u nizozemskim zemljama Curaçao i Sint Maarten, koji će uskoro biti zamijenjen karipskim guldenom. Tečaj je vezan uz američki dolar u odnosu 1 USD = 1,75 AWG.
Kovanice i novčanice izdaje Središnja banka Arube, i to: kovanice od 5, 10, 25, 50 centi, 1; 2,5 ; 5 guldena, te novčanice od 10, 25, 50, 100 i 500 guldena.

## Unutarnje poveznice
- nizozemskoantilski gulden

## Vanjske poveznice
- Središnja banka Arube
- Aruba (Banknoten) (arupske novčanice) Abenteuer Reisen - Bis ans Ende der Welt - Heiko Otto (njem.) (engl.)